# Ölmühle Sels

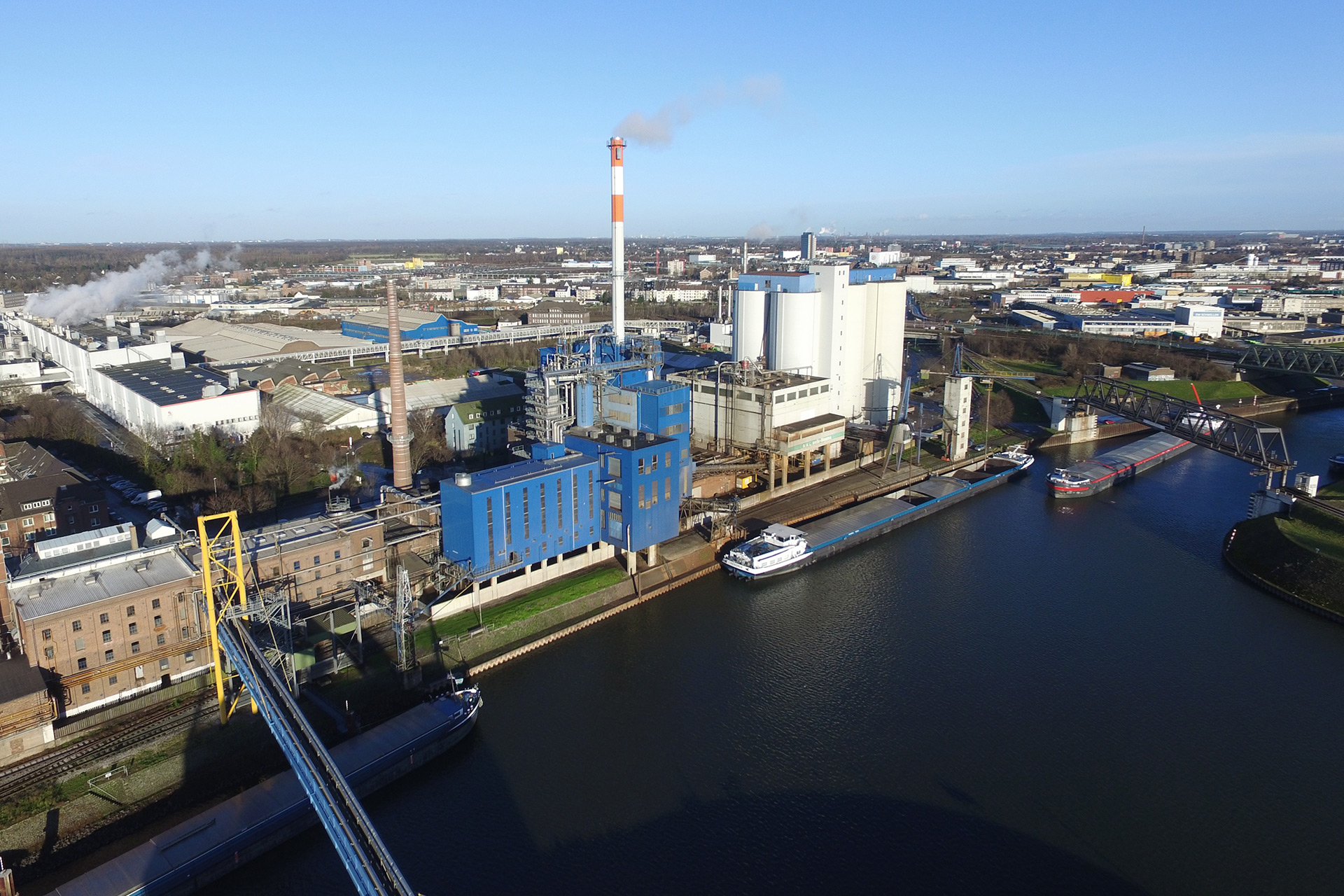
Luftbild der Mühle

Die Ölmühle Sels ist ein Werk im östlichen Teil des Barbaraviertels in Neuss, das Pflanzenöle, Fette und Schrot für den Gebrauch als Lebensmittel, Biokraftstoffe und Futtermittel herstellt. Die Ölmühle wurde 1890 von den Brüdern Otto und Ludwig Sels in der damaligen Landgemeinde Heerdt als erster Betrieb am Neusser Hafen gegründet, heute heißt das Unternehmen O. & L. Sels GmbH & Co. KG. Der Familienbetrieb wird heute in vierter Generation geleitet.
Die Mühle kann bis zu 500.000 Tonnen Ölsaaten jährlich verarbeiten. Die Mühle kann Soja und Raps verarbeiten. Derzeit wird nur aus Rapssaat Rapsöl und Raps-Schrot produziert. Seitdem Soja hauptsächlich genmodifiziert angebaut wird – der in der EU nicht zugelassen ist – werden Sojabohnen nicht mehr zu Sojaöl verarbeitet. Das Unternehmen beschäftigt insgesamt etwa 100 Mitarbeiter (inklusive der Tochtergesellschaft Sels Oel + Fett GmbH in Düsseldorf).

## Geschichte
Im Jahre 1890 wurde die Firma durch Otto und Ludwig Sels gegründet. Ab 1923 erfolgte die Anlieferung der Ölsaaten (in Säcken) per Schiff im Hafen am Rhein. Ab 1930 wurden die Ölfässer in eigenen Fahrzeugen ausgeliefert. 1938 wurde eine Extraktionsanlage zur Erhöhung der Ölausbeute in Betrieb genommen. Ab 1944 verringerte sich die Produktionskapazität durch die Kriegsschäden.
1970 wurde ein Saatsilo mit einem Fassungsvermögen von 25.000 t errichtet. 1987 wurde die Tochtergesellschaft SELS OEL + FETT GMBH & CO. KG zur Abpackung von Gebinden für Groß- und Einzelhandel gegründet. 1992 wurden die Saatsilos auf ein Fassungsvermögen von 40.000 t erweitert.
Am 13. August 2000 kam es zum Brand einer Produktionshalle.
2007 wurden eine neue Toaster-Trocker-Kühler-Anlage eingebaut und in Betrieb genommen. 2009 wurde eine neue Extraktion in Betrieb genommen. 2011 wurden sechs neue Pressen eingebaut.
Bei einer von der Stadt Neuss in Auftrag gegebenen Untersuchung aus dem Jahre 2004 wurde festgestellt, dass die Geruchsbelästigung die Vorgaben der Geruchsimmissions-Richtlinie NW in den benachbarten Wohn- und Mischgebieten überschritten. Zu einer Geruchsbelästigung kam es in 15 % der Jahresstunden, zulässig wären 10 %. Im Jahre 2007 investierte Sels etwa 5 Millionen Euro zur Geruchsbekämpfung. Zu den Maßnahmen zählen der Einsatz von Biofiltern und das Verbrennen von geruchsbelasteter Abluft, die über einen Kamin abgeleitet wird.
2015 wurden Vorbereitung für eine neue Exktraktion auf der gegenüberliegenden Hafenseite getroffen.
Anfang August 2022 kam es erneut zu einem Brand, durch den die Produktion der Ölmühle zum Erliegen kam.

## Produkte

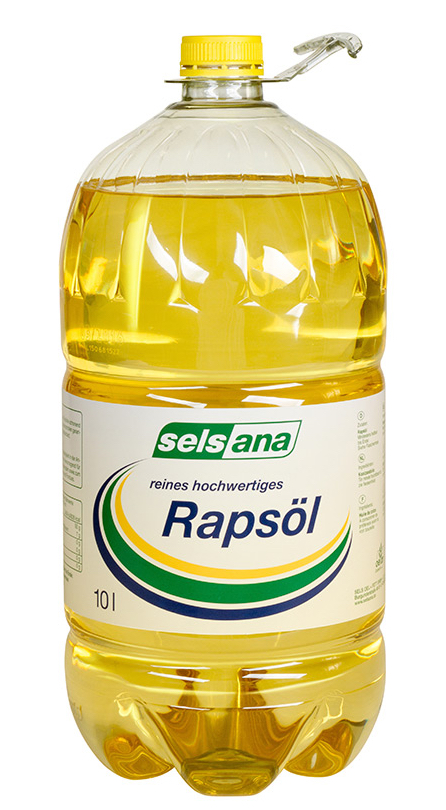
10l PET Flasche Selsana Pflanzenöl

Neben der Abfüllung von Handelsmarken im Kundenauftrag (z. B. für Metro AG und Rewe) werden Öle und Fette unter der Eigenmarke Selsana produziert. Den größten Umsatzanteil machen hier Gebinde und Karton Verpackungen für Gastronomie und Großverbraucher (10l / 10 kg). Neben Rapsöl aus eigener Produktion wird auch angeliefertes Sonnenblumenöl und Palmfett durch die Tochterfirma SELS OEL + FETT GmbH abgepackt. Die SELS OEL + FETT GmbH ist Mitglied im Runden Tisch für nachhaltiges Palmöl (RSPO).